# Platysenta parista
Platysenta parista là một loài bướm đêm trong họ Noctuidae.